# Phạm Văn Nhu
Phạm Văn Nhu (24 tháng 6 năm 1902 – ?) là chính khách người Việt Nam từng giữ chức Chủ tịch Quốc hội Việt Nam Cộng hòa.

## Tiểu sử
Phạm Văn Nhu chào đời ngày 24 tháng 6 năm 1902 tại phủ Thừa Thiên, Trung Kỳ, Liên bang Đông Dương (nay là tỉnh Thừa Thiên Huế). Ông và Ngô Đình Diệm là bạn học ở Huế hồi còn trẻ.
Trong Thế chiến thứ hai, ông giữ chức hiệu trưởng Trường Trung học Khải Định (còn gọi là Trường Quốc Học - Huế). Từ năm 1945 đến năm 1954, ông tham gia phong trào độc lập ngầm. Năm 1955, ông trở thành ủy viên Ban chấp hành khu vực Phong trào Cách mạng Quốc gia, đến tháng 5 năm 1957, ông lên làm Chủ tịch Phong trào Cách mạng Quốc gia.
Từ năm 1955 đến năm 1957, ông giữ chức Phó Chủ tịch Quốc hội Việt Nam Cộng hòa. Tháng 10 năm 1957, ông được bầu làm Chủ tịch Quốc hội Việt Nam Cộng hòa từ năm 1957 đến năm 1958.